# Muncaster Castle
Muncaster Castle är ett slott i Storbritannien.   Det ligger i grevskapet Cumbria och riksdelen England, i den centrala delen av landet, 400 km nordväst om huvudstaden London. Muncaster Castle ligger 52 meter över havet.
Terrängen runt Muncaster Castle är kuperad österut, men västerut är den platt. Havet är nära Muncaster Castle åt sydväst. Runt Muncaster Castle är det ganska tätbefolkat, med 86 invånare per kvadratkilometer. Närmaste större samhälle är Egremont, 16,8 km nordväst om Muncaster Castle. Trakten runt Muncaster Castle består i huvudsak av gräsmarker.